# 65. pehotni polk (Avstro-Ogrska)
Za druge 65. polke glejte 65. polk.
65. pehotni polk (izvirno nemško Infanterie-Regiment Nr. 65; dobesedno slovensko: Pehotni polk št. 65) je bil pehotni polk k.u.k. Heera.

## Poimenovanje
- Ungarisches Infanterie Regiment »Erzherzog Ludwig Viktor« Nr. 65
- Infanterie Regiment Nr. 65 (1915 - 1918)

## Zgodovina
Polk je bil ustanovljen leta 1860. 

### Prva svetovna vojna
Polkovna narodnostna sestava leta 1914 je bila sledeča: 83% Madžarov in 17% drugih. Naborni okraj polka je bil v Munkácsu, pri čemer so bile polkovne enote garnizirane sledeče: Miskolc (štab, I. in III. bataljon), Munkács (II. bataljon) in Beszterczebánya (IV. bataljon).
V sklopu t. i. Conradovih reform leta 1918 (od junija naprej) je bilo znižano število polkovnih bataljonov na 3.

## Organizacija
1918 (po reformi)
- 1. bataljon
- 2. bataljon
- 2. bataljon, 66. pehotni polk

## Poveljniki polka
- 1865: Franz Adler von Adlersschwung[6]
- 1879: Adolph Pecchio von Weitenfeld[7]
- 1908: Theodor Hordt[8]
- 1914: Stephan Stanoilovic von Stanogora[1]